# Scafati
Scafati é uma comuna italiana da região da Campania, província de Salerno, com cerca de 45253 habitantes. Estende-se por uma área de 19 km², tendo uma densidade populacional de 2382 hab/km². Faz fronteira com Angri, Boscoreale (NA), Poggiomarino (NA), Pompeia (NA), San Marzano sul Sarno, San Valentino Torio, Sant'Antonio Abate (NA), Santa Maria la Carità (NA).

## Demografia
| Variação demográfica do município entre 1861 e 2011                               |
|                                                                                   |
| Fonte: Istituto Nazionale di Statistica (ISTAT) - Elaboração gráfica da Wikipedia |